# Media-Controlling
Als Media-Controlling bezeichnet man die laufende Analyse der Media-Aktivitäten (Media-Strategie, -Einkauf, -Planung, -Leistung, -Abrechnung) bei mittelständischen und großen Werbetreibenden zur Schaffung von Transparenz, zur Steigerung der Effizienz und zur Kontrolle der Effektivität. Im optimalen Fall liefert Media-Controlling unabhängig auf Rationalität überprüfte Entscheidungshilfen.

## Durchführung
Beim Media-Controlling werden die Werbeaktivitäten der Werbetreibenden in den unterschiedlichen Medien (TV, Online, Print, …) analytisch betrachtet und ausgewertet.
Die Lieferung von Werbeleistung erfolgt mittels der Bereitstellung von Werbeflächen in den Medien (Sendezeit, Internetseiten, Zeitschriftenseiten…) mit denen prognostizierbare Kontaktchancen (Gross Rating Point) zur Übermittlung der angestrebten Werbe- und Kommunikationsbotschaften in der relevanten Werbe-Zielgruppe verbunden sind.
Media-Controlling als eigenständiger Teilbereich des Controlling ist in der Theorie, ebenso wie in der Praxis noch wenig etabliert, obwohl große, variable Investitionsvolumen anfallen (in Deutschland  18,4 Mrd. € über alle Werbeträger in 2009), die in der Regel von externen Dienstleistern erbracht werden.
Ansätze für ein umfassendes, eigenverantwortetes Media-Controlling gibt es bei wenigen Werbetreibenden, meist mit internationalen Werbeaktivitäten und umfangreichen Werbebudgets. Die Verantwortlichkeit für die Ausführung des Media Controllings liegt häufig noch in den Händen der verantwortlichen Media- und Marketing-Einheiten, was eine unabhängige Sicht auf die Fakten ausschließt und mit Blick auf den Aspekt der Unabhängigkeit bedenklich erscheint.
Media-Agenturen als Mittler zwischen Werbeflächen-Anbietern und Werbetreibenden liefern – je nach dem Stand der individuellen Vereinbarungen – mehr oder weniger standardisierte Reports über ihre Media-Aktivitäten. Sie entsprechen jedoch ebenfalls einer der Hauptanforderungen an ein unabhängiges Controlling nicht, da sie vom Leistungsverantwortlichen in Form eines sogenannten Selbst- oder Eigenreporting erfolgen.
Eine Vielzahl von Anbietern bieten Media-Audits oder ähnliche Dienstleistungen an, (z.Bsp. PricewaterhouseCoopers oder  Advernomics) die einem Media-Controlling inhaltlich mehr oder weniger nahekommen, aber in der Regel einmalige oder periodische Qualitäts-Stichproben darstellen. 
Media-Controlling setzt meist an den Kommunikationskanälen und den Kosten für deren Bereitstellung an und versucht diese bspw. über ein ökonometrisches Modelling in einen analytischen Zusammenhang mit dem Nutzen (ROI der Werbung) zu bringen, der durch die Übermittlung der Werbebotschaft auf den gebuchten Flächen erzielt wird. 
Dieser wird über die beabsichtigten oder tatsächlich bewirkten Effekte der Werbung auf die Konsumenten (Imagebeeinflussung, Bekanntheitsgrad, Markenwert), deren Verhalten (Anrufe in Callcentern, Meinungsäußerungen in sozialen Medien) und die Auswirkungen von deren Verhalten (gesteigerte Einkäufe oder Kundenloyalität) realisiert.

## Ziele
Exemplarische Ziele eines Media-Controllings können sein:
- die Steigerung der Zielerreichung (bspw. ROI, Umsatz, Markenwert, Erweiterung der Distributionsfläche) des Media-Einsatzes
- eine gesteigerte Effizienz der Media-Aktivitäten
- eine erhöhte Verlässlichkeit der Dienstleister in der Umsetzungskette von (TV)-Werbung (speziell in Ländern und bei Sendern mit fragwürdiger Vertragstreue)
- die Testierung der Unbedenklichkeit der Media-Aktivitäten aus Sicht des Risikomanagements.